# Sabrina Salerno
Sabrina Salerno (født 15. marts 1968 i Genoa, Italien), bedre kendt under sit kunstnernavn Sabrina, er en sangerinde, model og skuespiller fra Italien. Hun er primært kendt for sit popnummer Boys (Summertime Love) som blev udgivet i 1987.